# Triumph Bonneville
La Triumph Bonneville es una motocicleta de carretera con un motor de cuatro tiempos de dos cilindros en línea paralelos fabricada en tres generaciones, cada una con una serie de producción separada. Las dos primeras generaciones fueron fabricadas por la desaparecida Triumph Engineering en Meriden, Inglaterra, primero entre los años 1959-1983, y después en el período 1985-1988. La tercera serie, fabricada por Triumph Motorcycles de Hinckley, Leicestershire, comenzó en 2001 y continúa hasta el presente como un diseño completamente nuevo que se parece mucho a la serie original.
El nombre de Bonneville deriva del famoso Salar de Bonneville, en Utah, Estados Unidos, donde Triumph y otros constructores intentaron batir el récord mundial de velocidad de motocicletas.

## Historia del desarrollo

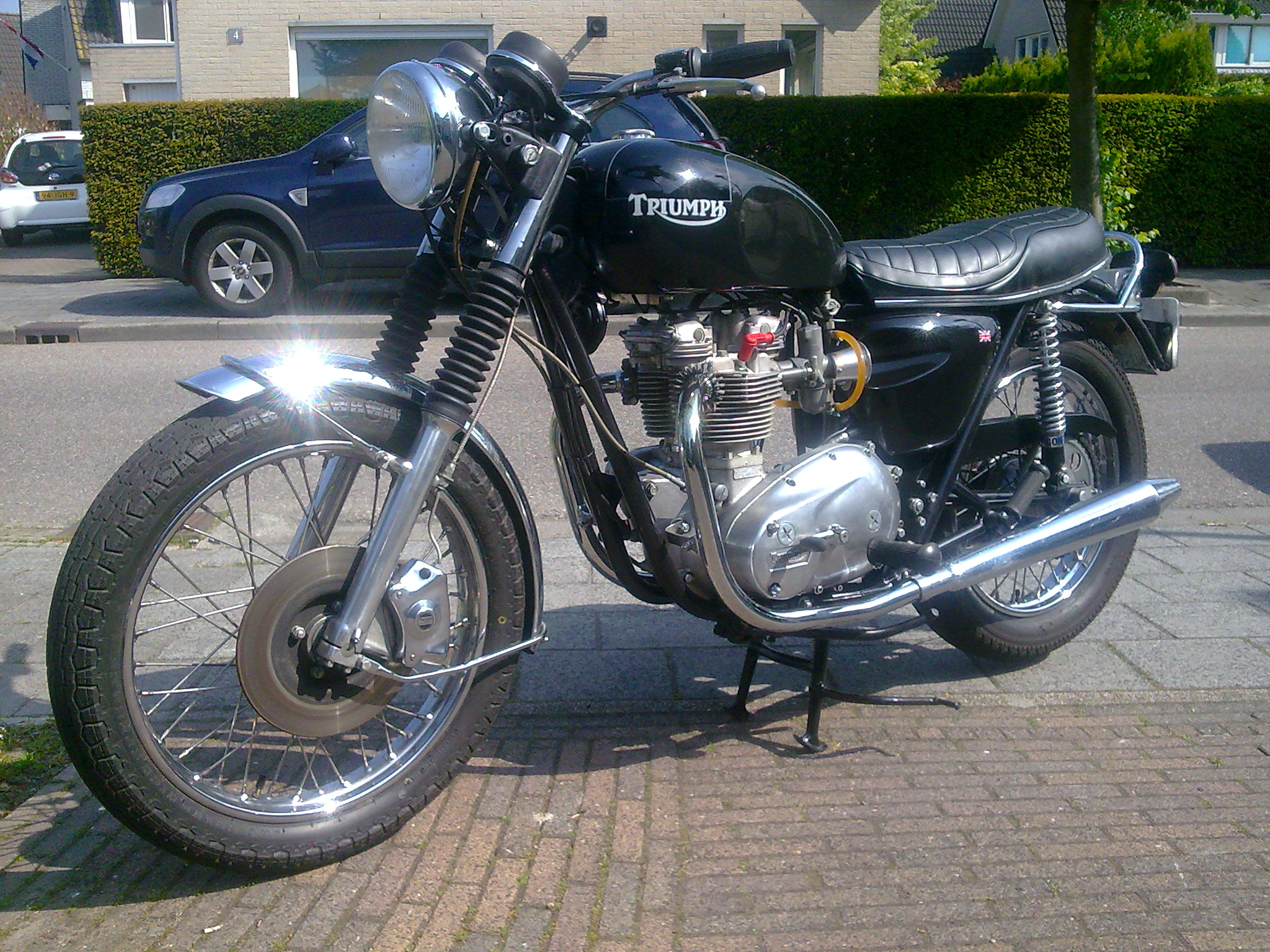
1977 Triumph Bonneville T140.

### Bonneville T120
La Triumph Bonneville original era una motocicleta con motor de dos cilindros en línea paralelos de 650 cc, valvulas con empujadores (Motor OHV) fabricada por Triumph Engineering y más tarde por Norton-Villiers-Triumph entre 1959 y 1974. Estaba basada en la Triumph Tiger T110 y se equipó de serie con el doble carburador opcional de esta moto, un Amal de 1 3/16 pulgadas (2.85 cm) integrado en el motor, junto con el árbol de levas de alto rendimiento de ese modelo. Inicialmente, se fabricó con un motor sin la caja de cambios en el mismo bloque,llamado "Pre-Unit" que permitía a la motocicleta alcanzar las 115 mph (185 kilómetros por hora) sin más modificaciones, aunque más adelante, en 1963, se introdujo un motor integrado con la caja de cambios "Unit Construction" más rígido y más compacto, incluyendo refuerzos adicionales en la dirección y el brazo oscilante. El ángulo de la dirección se modificó y se ajustaron las horquillas mejoradas un par de años más tarde, lo que, junto con la mayor rigidez, permitió que el rendimiento general coincidiera con el de sus motocicletas rivales. Más adelante, las Bonneville T120 utilizaron un nuevo bastidor donde se almacenaba el aceite del motor, en lugar de usar un depósito separado. Este diseño se conoció como la versión "oil in frame" (aceite dentro del bastidor). El motor T120, tanto en la configuración estándar como especialmente cuando se ajustó para aumentar el rendimiento, fue popular en las motos cafe Racer como las Tribsa (marco BSA) y particularmente las Triton (fabricadas por Norton con bastidor Featherbed).

### Bonneville T140
Las primeras Bonneville T120 de 650 cc, a menudo conocidas como modelo de marco dúplex, fueron reemplazadas a principios de la década de 1970 por la Bonneville T140, la misma máquina básica pero con un motor de 750 cc. Una versión mejorada de las últimas series de las T120 de con depósito de aceite en el bastidor, las primeras T140 (denominadas como T140V) disponían de un motor de mayor capacidad ampliado hasta 724 cc, de una caja de cambios de cinco velocidades en opción y de luces intermitentes, pero que aún utilizaban frenos de tambor y el arranque por pedal. Poco después, la cilindrada se aumentó a 744 cc y se montaron frenos de disco delanteros utilizando discos individuales hasta 1982. En 1975, junto con las modificaciones del motor, se cambió del lado derecho al izquierdo la palanca de cambio para cumplir con las nuevas regulaciones exigidas por la normativa estadounidense, y se añadió un freno de disco trasero. Varios modelos T140 siguieron presentando varias modificaciones y mejoras, incluido el arranque eléctrico desde 1980 hasta que la producción cesó con el cierre de la fábrica de Meriden en 1983.
Aunque este debería haber sido el final del modelo Bonneville, no fue así. Triumph Motorcycles fue adquirida por el empresario John Bloor, que obtuvo una licencia para fabricar la Bonneville T140 en una empresa llamada Racing Spares de Devon, dirigida por Les Harris. Estas motocicletas, conocidas como las Devon Bonnevilles, no llegaron al mercado hasta 1985, y no se vendieron en los Estados Unidos. La producción finalizó en 1988.

## Nuevas Bonneville (800, 900 y 1200)
La nueva empresa Triumph Motorcycles de Bloor lanzó en septiembre de 2001 un modelo completamente nuevo, la Bonneville 800 (790cc). Originalmente construida en Hinckley, Inglaterra, algunos modelos se siguen produciendo en las instalaciones de fabricación de la compañía en Tailandia, que también produce componentes y accesorios para otros modelos de Triumph. La nueva Bonneville se parece mucho a los modelos anteriores en estilo y configuración básica, pero con ingeniería moderna. En su lanzamiento, la nueva versión recibió un motor bicilíndrico paralelo de 790 cc, y la T100 de altas prestaciones recibió un motor de 865 cc desde 2005. A partir de 2007, todas las Bonneville recibieron el motor de 865 cc. Hasta el 2007, todos los motores tenían carburadores atmosféricos; la inyección de combustible se introdujo en los modelos de 2008 en Gran Bretaña y en los modelos de Estados Unidos en el año modelo 2009, en ambos casos para cumplir con los requisitos de emisiones cada vez más estrictos. Este cambio ha propiciado la adopción de carburadores simulados, que en realidad son carcasas del mecanismo del acelerador rediseñadas para tener un aspecto similar al de los antiguos carburadores, que se han agregado a los modelos 2009 para conservar el clásico estilo original de las unidades anteriores. Para 2016, Triumph presentó una versión completamente nueva de la Bonneville, la T120 de motor bicilíndrico SOHC de 1200 cc decalado a 270° y refrigerado por agua; y en 2017 una versión de 900cc denominada T100.
Desde 2008, todas las Bonneville recibieron un depósito de combustible ligeramente más grande y remodelado para acomodar la bomba de inyección, pero su capacidad no se modificó. Aunque los modelos para Estados Unidos de 2008 no recibieron el sistema de inyección, si que disponían del depósito más grande, quedando sin utilizar el espacio para la bomba.
Todas las motos de la línea "Modern Classics" de Triumph se derivan de la nueva Bonneville, incluida la SE (con una rueda delantera más pequeña para los usuarios que hayan encontrado la rueda de 19 pulgadas demasiado alta), la T100, la Thruxton, la Scrambler, la America, y la Speedmaster.
En 2006, Triumph lanzó la línea "Sixty-8" de accesorios de la Bonneville, que ofrecía a la vez artículos de estilo moderno y clásico, como asientos, fundas de asientos, tapas de levas, tapas de piñones, tapas de tanques de gasolina, insignias de tanques o maletas. Los propietarios tienen la oportunidad de personalizar sus motocicletas a un costo considerablemente menor que las personalizaciones tradicionales. La adopción del motor de inyección electrónica en 2008 hizo que muchos de estos accesorios quedaran obsoletos, ya que las tapas de los depósitos o los emblemas no encajaban en el tanque rediseñado.
La Bonneville T120 original era una motocicleta orientada a la velocidad, pero las nuevas Bonneville son más suaves y están dirigidas al mercado de las motos de carretera. En particular, la Bonneville de 865cc compite directamente con la Harley-Davidson 883; y la revista MotorCycle News afirmaba que:

La Triumph Bonneville es sin duda la mejor motocicleta. Su manejo es más que noble, los frenos son notablemente mejores y, por supuesto, es británica.

## Modelos
Se produjeron muchas versiones diferentes de la Bonneville original. Se asignaron sufijos consistentes en grupos de letras para denotar el modelo exacto. A continuación se enumeran en orden cronológico los principales tipos y sus características:

### Bonneville T120

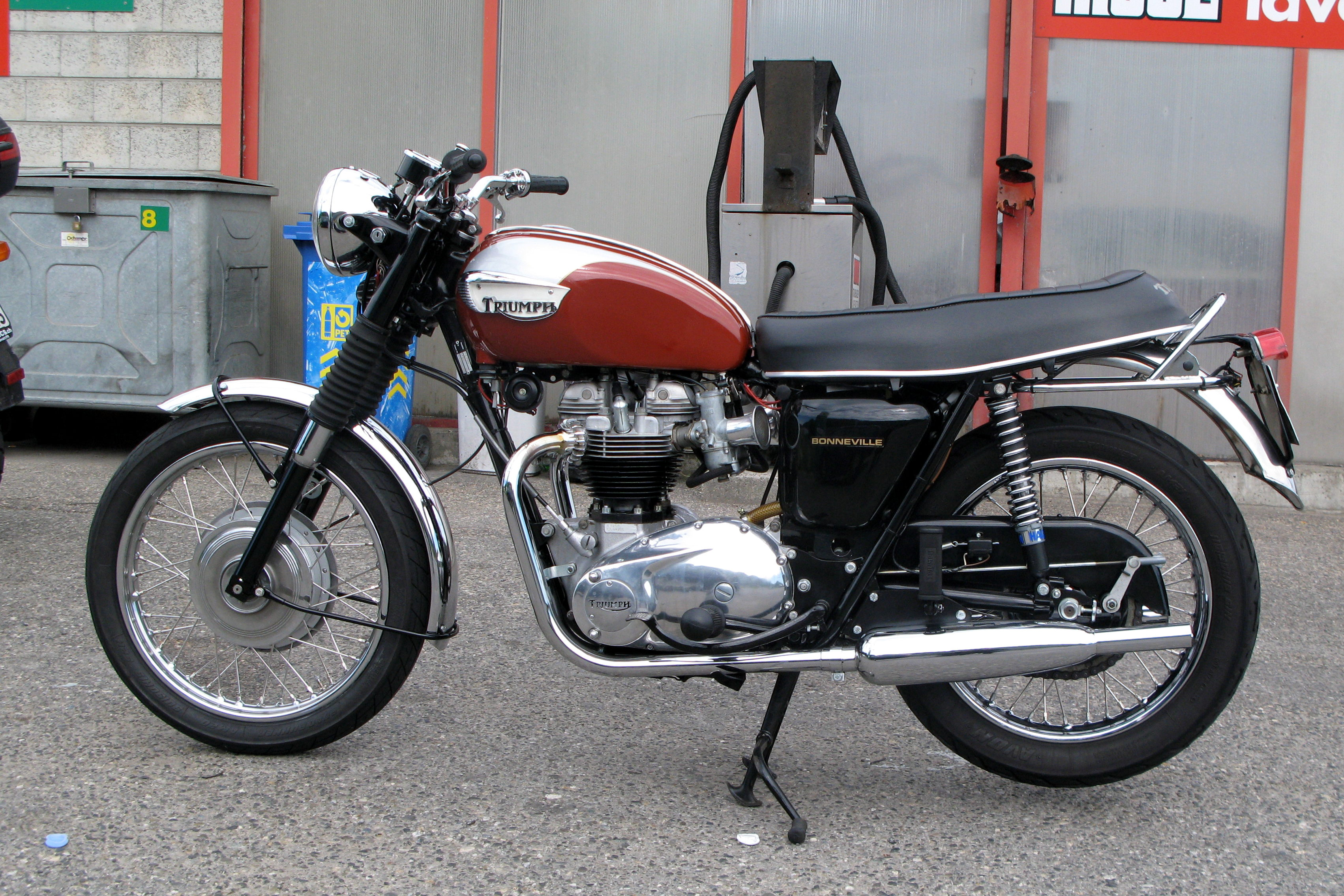
Triumph Bonneville T120R 650cc con motor integrado (Unit Engine), modelo para el mercado americano (1970)

- T120: Modelo general para el Reino Unido y el mercado de exportación.
- T120R: Modelo de exportación para los Estados Unidos de América.
- T120C: Modelo deportivo de exportación con tubos de escape especiales.
- T120TT: Modelo deportivo todo terreno de exportación de la T120C de 1964 para la costa este de los EE. UU. Las 'Thruxton' fueron modelos deportivos de carretera homologados de fábrica, fabricadas bajo pedido.
- T120RV: Con caja de cambios de cinco velocidades.
- T120V: Con caja de cambios de cinco velocidades y freno de disco delantero.

### Bonneville T140
- T140V: Modelo inicial de la T140. La 'V' indica una caja de cambios de cinco velocidades. Producida entre 1972 y 1978.
- T140RV: Versión de exportación de la T140V.
- T140J: Edición limitada de 1000 unidades (más otras 400 para su exportación a la Commonwealth) de la T140V tanto con especificaciones estadounidenses como británicas, producida para conmemorar el Jubileo de Plata de Isabel II en 1977.

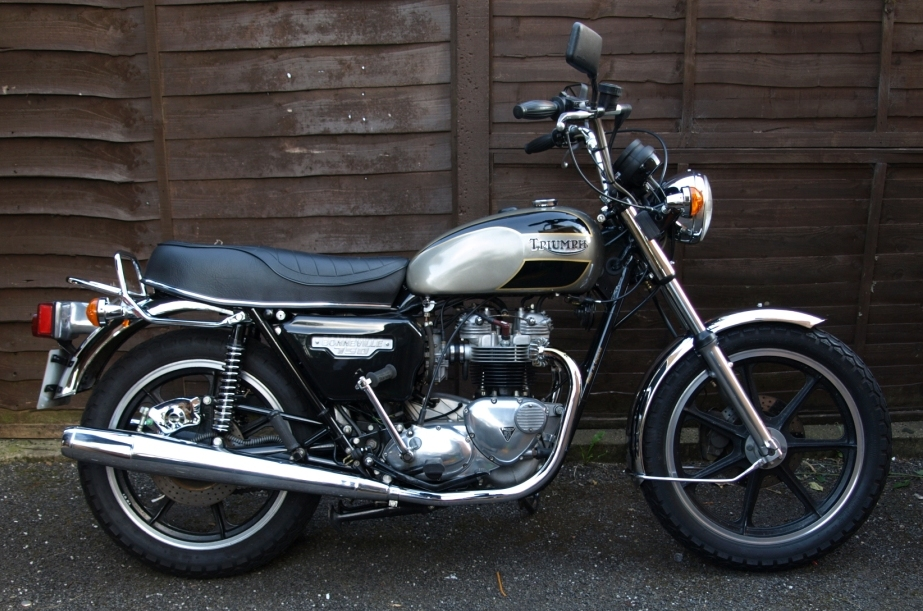
Bonneville T140E (1980)Se puede apreciar el motor "Unit" comparando con la primera foto

- T140E: La letra 'E' significa emisiones, lo que permitía su exportación al mercado de EE. UU. Este modelo presentó un nuevo diseño de carburadores Amal que pronto fue reemplazado por un sistema de ignición suministrado por Lucas para cumplir con las regulaciones sobre la contaminación atmosférica.
- T140D: Edición limitada. Se ofreció solo con ruedas de aleación en negro/dorado, primero suministradas por Lester y luego por Morris. La versión de los EE. UU. tenía un sistema de escape especial siamés único para este modelo. La 'D' era una referencia a Daytona Beach, donde se concibió el modelo.
- T140ES: Con arranque eléctrico, o 'Electro' Bonneville.
- T140AV: Soportes antivibración del motor.
- T140LE: Edición Limitada de 250 unidades 'Royal' Bonneville construidas para conmemorar el matrimonio en 1981 de Diana y Carlos de Gales.
- T140W TSS: Presentada en 1982, disponía de una culata de ocho válvulas y cigüeñal rediseñado para reducir la vibración. Las letras TSS significaban 'Triumph Super Sports'.
- T140TSX: Una T140 de estilo personalizado, la Triumph T140 TSX contó con llantas de origen Morris (la trasera con un diámetro de 16 pulgadas), asiento escalonado y un acabado especial.
- Harris T140: Construida bajo licencia entre 1985 y 1988 por Les Harris después de que la fábrica de Meriden cerrase. Incluía numerosos componentes italianos y alemanes.

### Nueva Bonneville

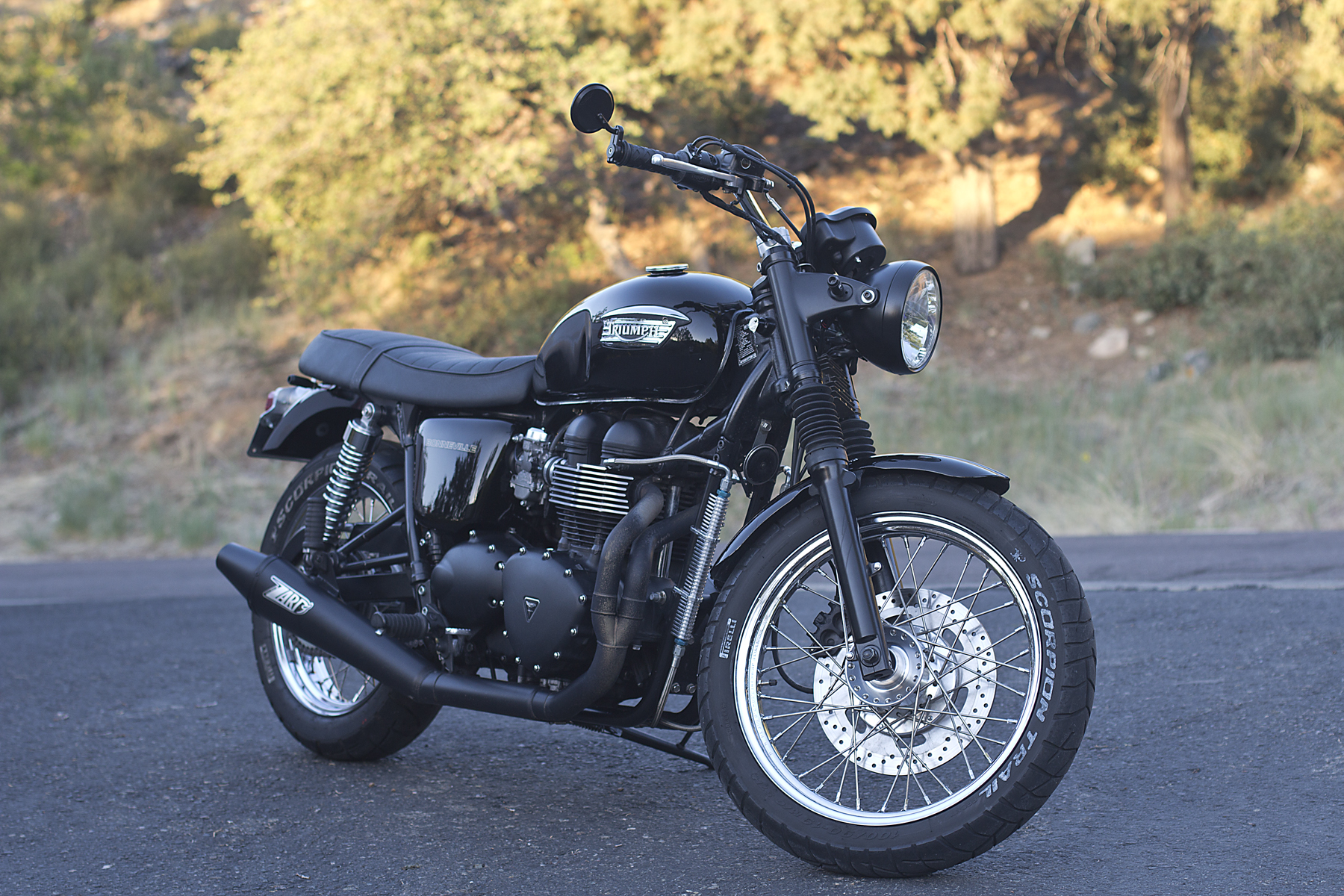
Triumph Bonneville modelo Black personalizada (2007)

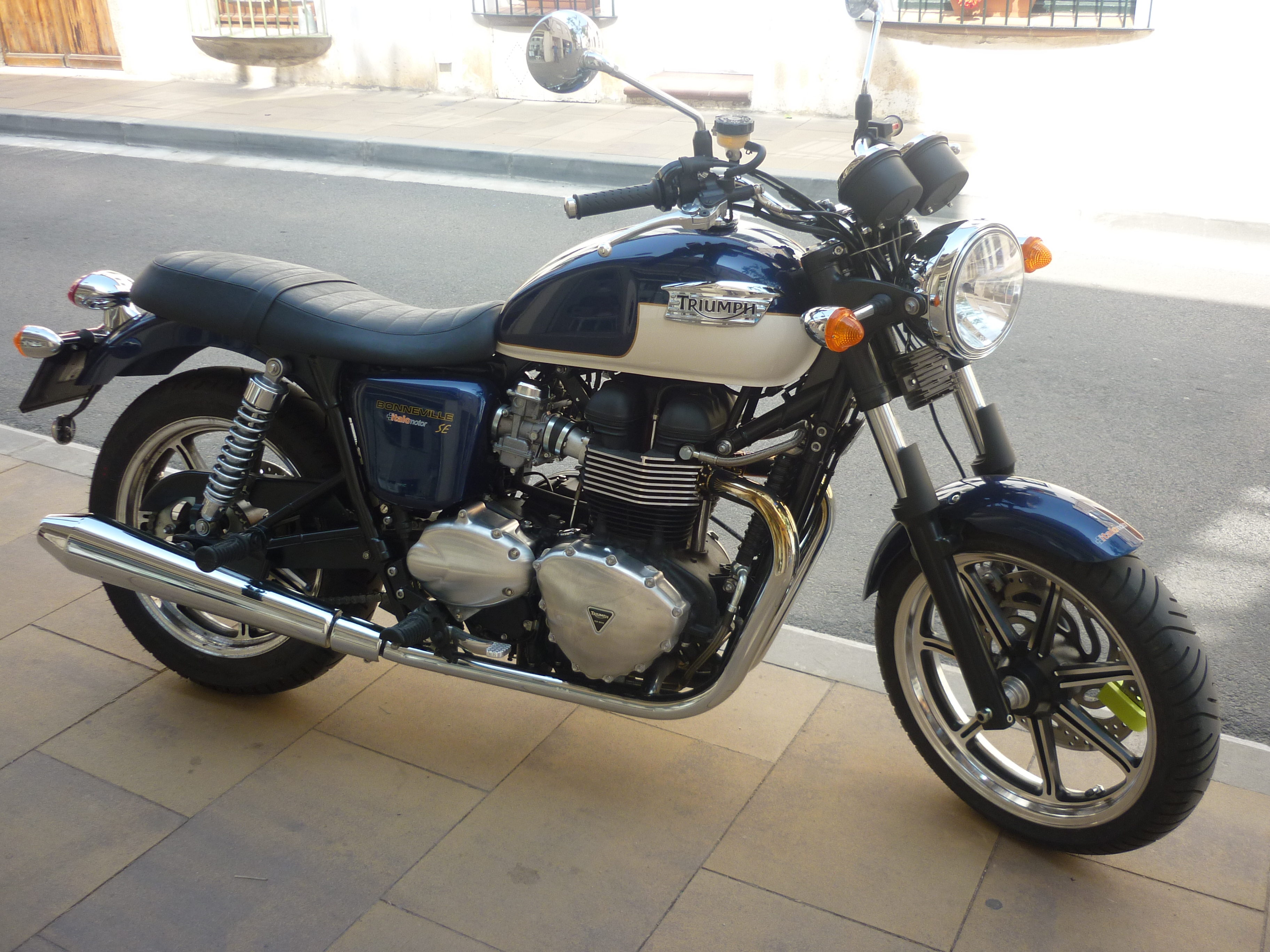
Triumph Bonneville SE con ruedas de aleación (2009)

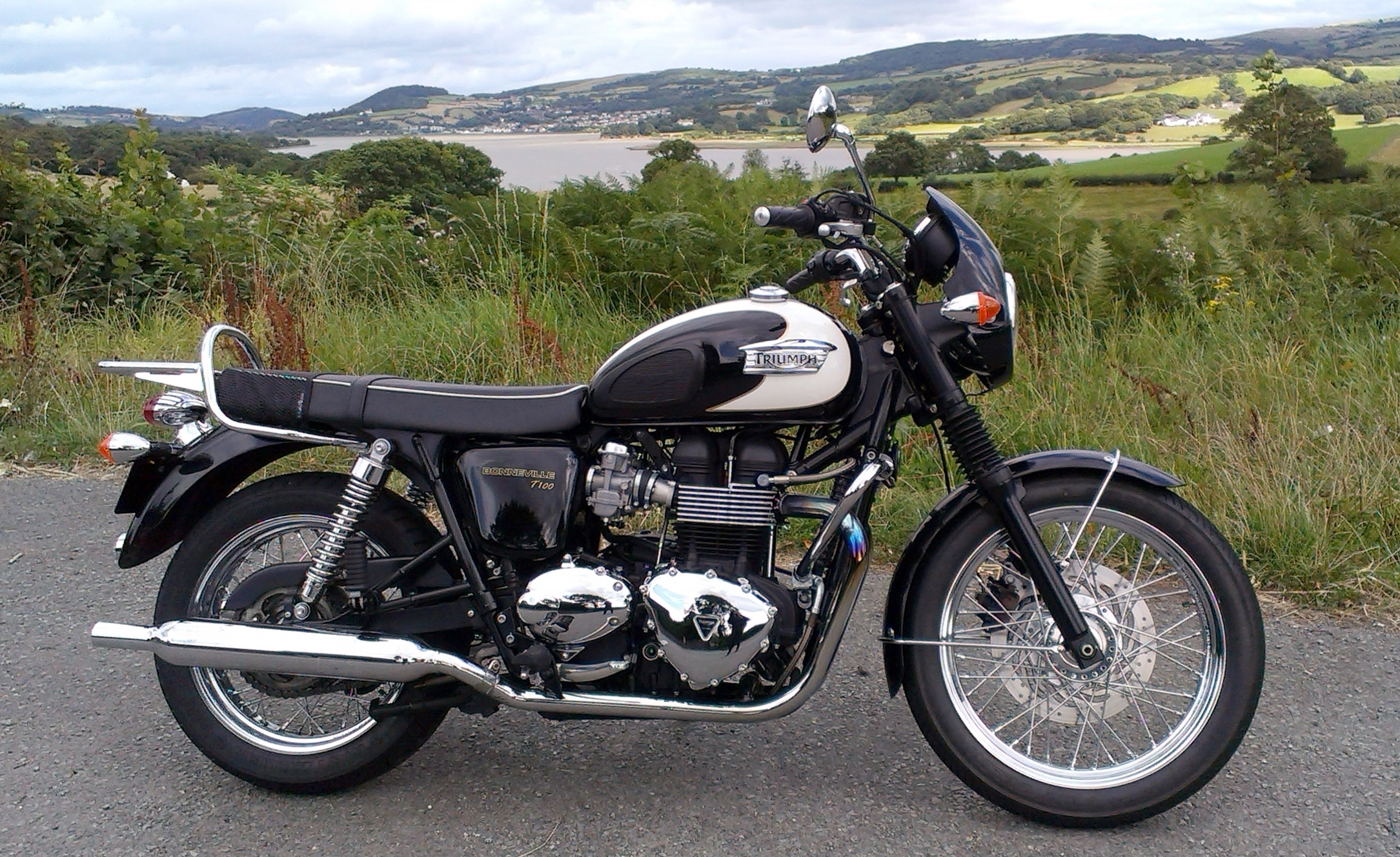
Triumph Bonneville T100 (2011)

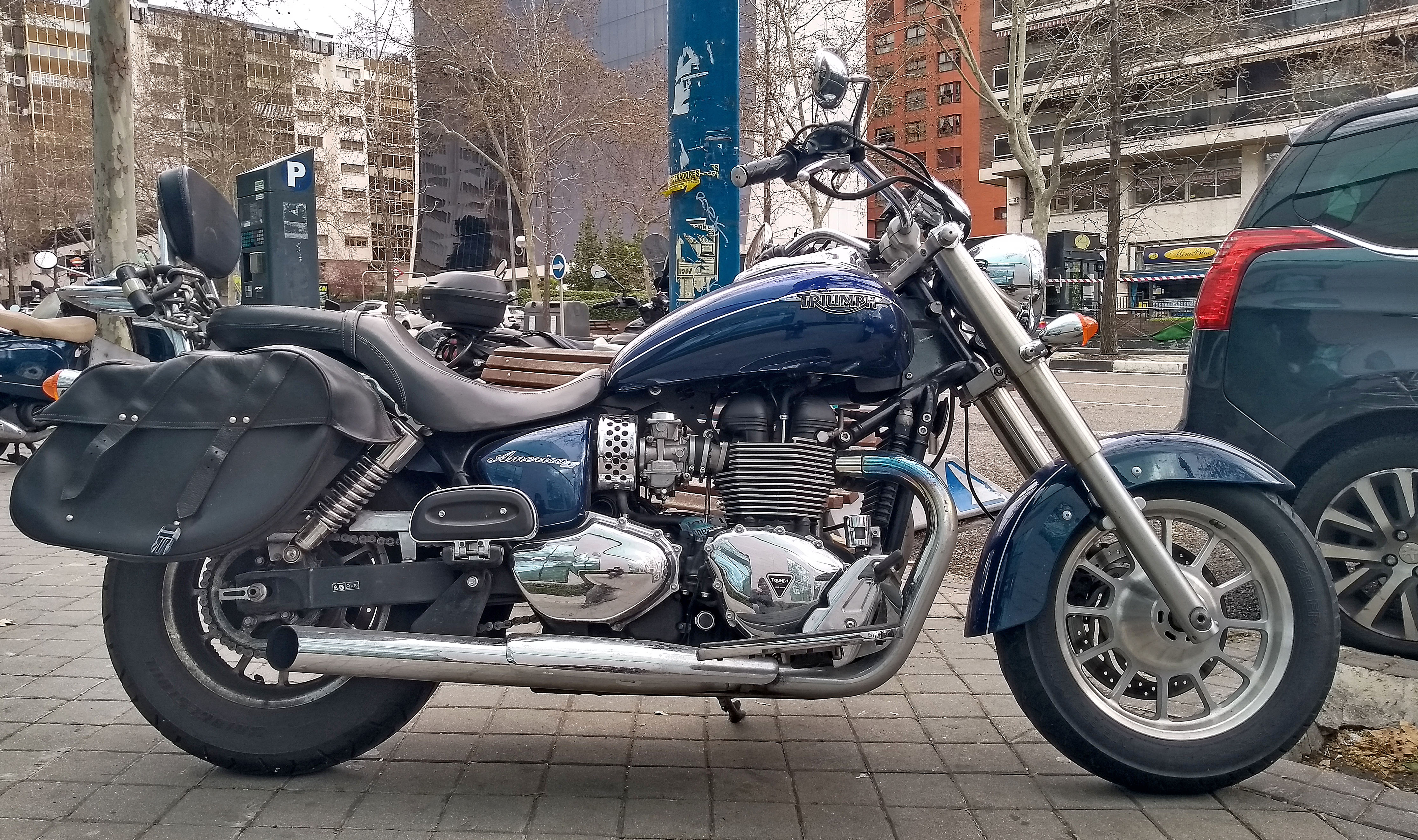
Bonneville America LT (2014).

- Bonneville 790: Introducida en 2000. Modelo original de 790 cc.
- Bonneville: Modelo de referencia en 2014. En 2009, se añadieron al modelo base llantas de aleación, emblema del depósito en forma de calcomanía, cubiertas negras del motor y silenciadores del escape especiales.
- Bonneville Black: 2004 a 2008. Variación del modelo base con pintura negra e introducción de las cubiertas negras del motor utilizadas posteriormente en toda la gama a partir de 2004, excepto en las Speedmaster, SE y T100.

Nota: desde 2008, todos los modelos recibieron un depósito remodelado más grande (véase el texto anterior)
- Bonneville SE: Introducida en 2009. El modelo incluía el motor pavonado en color negro, llantas de aleación y silenciadores de escape especiales, pero con el emblema de metal tradicional en el depósito, cubiertas del motor de aleación pulida y guardabarros "cortos". Disponible con combinación de colores de dos tonos.
- T100: Modelo de gama alta con llantas de radios de alambre, horquillas carenadas, combinación de colores en el depósito de dos tonos, escapes gemelos "peashooter" (cerbatana), cubiertas de motor cromadas y logotipo de Triumph en el asiento.
- Thruxton: Introducida en 2004. Bonneville rediseñada con estilo cafe Racer de los años 1960. Primer modelo con un motor de más de 865 cc.
- Scrambler: Introducida en 2006. Bonneville con el diseño todo terreno de la versión T100C de la Triumph Tiger 100, la TR6C y la Triumph Trophy Trail (TR5T).
- America: Modelo de estilo semi crucero, con distancia entre ejes alargada y sillín rebajado. Principalmente destinado a los Estados Unidos.
- Speedmaster: Modelo de crucero "personalizado de fábrica" basado en la Triumph Bonneville America.

### Gama 2016-2018 "Clásicos modernos"

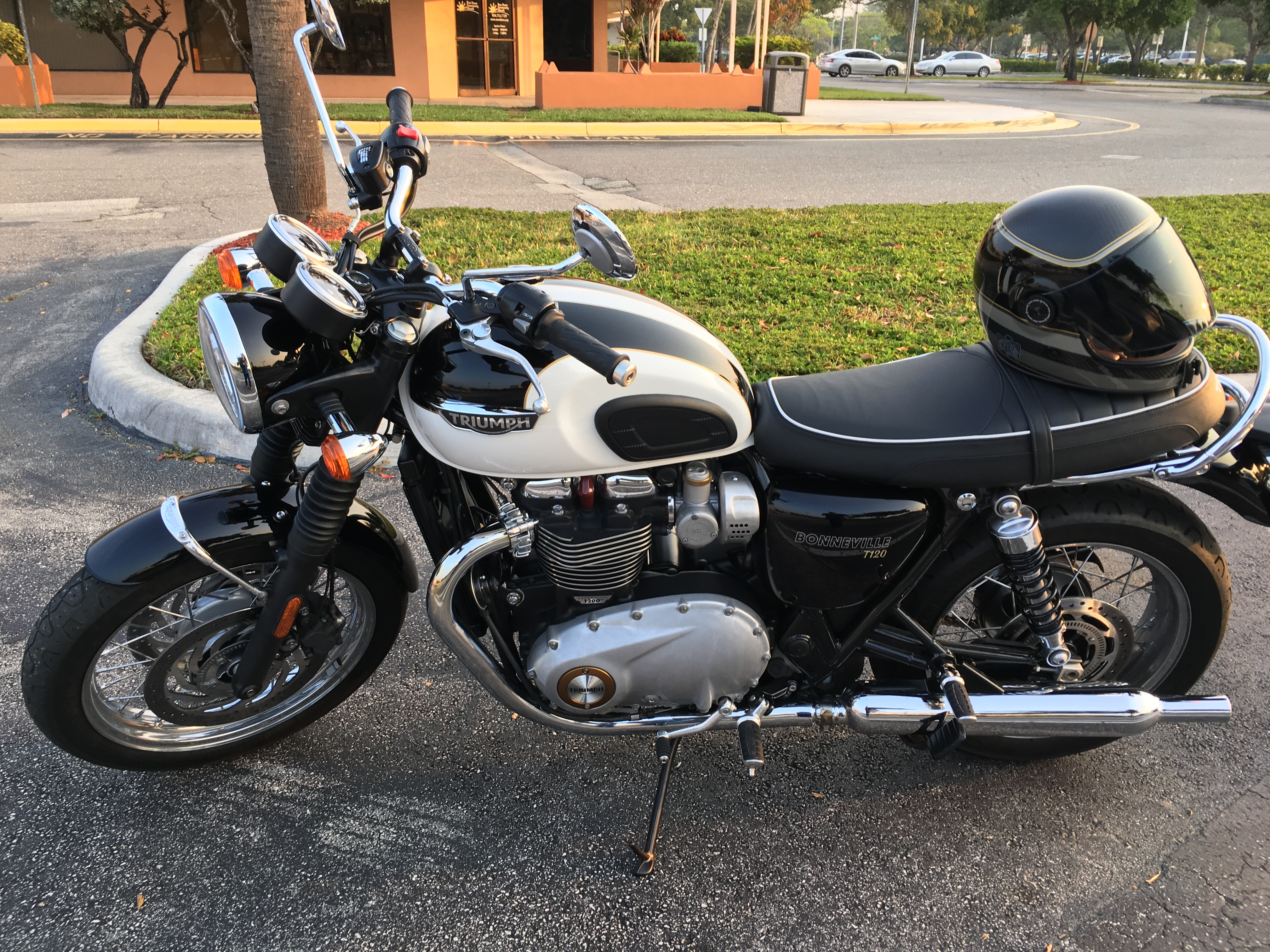
Bonneville T120 1200 cc (2017)

- Bonneville T120 1200 cc refrigerada por agua: Introducida en 2016. Motocicleta emblemática.
- Bonneville T100 900 cc refrigerada por agua: Introducida en 2017. Bonneville con menos opciones estándar.
- Thruxton 1200 cc refrigerada por agua: Presentada en 2016. Cafe Racer.
- Thruxton 865 cc refrigerada por aire: Presentada en 2016. Cafe Racer con motor Bonneville T100 anterior a 2017.
- Bobber 1200 cc: Introducida en 2017. Bobber con motor T120, asiento de una sola plaza.
- Scrambler 865 cc refrigerada por aire: Introducida en 2016. Todo terreno.
- Street Twin 900 cc refrigerada por agua: Presentada en 2016. Motocicleta de acceso a la gama Bonneville con motor de alto par.
- Street Cup 900 cc refrigerada por agua: Presentada en 2016. Iniciación a las Cafe Racer.
- Street Scrambler 900 cc refrigerada por agua: Presentada en 2016. Versión todo terreno de la Street Twin.
- Speedmaster: Presentada en 2018, basada en el motor y en el bastidor de la Bonneville de 1200 cc refrigerada por agua, con controles de pie delanteros